# جاده ای۱۱۴ (انگلستان)
جاده ای۱۱۴ (به انگلیسی: A114 road) یکی از جاده‌های کشور انگلستان است.
این جاده از ناحیه ویپس کراس شروع و در ناحیه پلایستو، لندن به پایان می‌رسد، طول این جاده ۶٫۹ کیلومتر است.